# کلیسای بیت‌لحم
کلیسای بیت لِحِم مقدس یا کلیسای بـِتقـِحـِم مقدس مربوط به دوره صفوی است و در شهرستان اصفهان، خیابانِ نظرِ میانی، میدان بزرگ جلفا واقع شده است. این اثر در سال ۱۶۲۸ میلادی بنا شده و در تاریخ ۱۷ اسفند ۱۳۸۱ با شمارهٔ ثبت ۷۶۴۳ به‌عنوان یکی از آثار ملی ایران به ثبت رسیده است.
کلیسای بیت لحم یکی از کلیساهای نسبتاً بزرگ اصفهان است. این کلیسا بسیار نزدیک به کلیسای هاکوپ و کلیسای مریم مقدس (آسدوادزادزین مقدس) و در شمال این دو کلیسا قرار دارد. بیت لحم در زمان حکومت صفویه و توسط شخصی به نام خواجه پطرس ولیجانیان بازرگان معروف دوران صفوی، بنا شده و مدفن وی و چند تن از اعضای خانواده اش نیز در حیاط کلیسا قرار دارد. خیابانی در محلهٔ جلفای اصفهان هم به نام خواجه‌پطرس نام‌گذاری شده است.
کلیسای بیت لحم را می‌توان هم از نظر نقاشی‌های زیبای داخلی و هم از نظر نمای خارجی، باشکوه‌ترین کلیسای اصفهان دانست. به خصوص اینکه دارای بزرگ‌ترین گنبد در میان کلیساهای جلفای اصفهان است. روزنامه دیلی تلگراف در مقاله‌ای که در نوامبر ۲۰۱۶ منتشر کرد، این کلیسا را در فهرست ۲۳ کلیسای زیبای جهان قرار داد.

## معماری کلیسا
پلان کلیسا از نوع تالارهای گنبددار مستطیل شکل است که در جهت شرقی-غربی قرار گرفته و دارای گنبدی دوجداره با هشت نورگیر در قسمت پایین گنبد است. بنا هیچ گونه تزیین خارجی ندارد و ارتفاع آن از سطح زمین ۲۵ و قطر آن ۱۱ متر است.
گنبد با چهار قوس به چهار ستون بزرگ متصل به دیوارهای شمالی و جنوبی بنا تکیه کرده. در سمت غربی کلیسا و در قسمت جلوی ورودی اصلی ایوانی دو طبقه قرار دارد و در بالای آن ناقوس خانهٔ کلیسا، که در سال ۱۸۹۷م بنا شده، قرار گرفته است.
مصالح به کار رفته در ساختمان عبارت‌اند از خشت و آجر. دیوارهای داخلی با گچ پوشانده شده‌اند و بر روی تمامی آنها نقاشی‌هایی با موضوعاتی برگرفته از کتاب مقدس نقش بسته. در قسمت پایین دیوارها نیز از کاشی‌های لعابدار به رنگ‌های نیلی و آبی برای تزیین استفاده شده است.

## کتاب
کتابی به نام نگارنامه و راهنمای کلیسای بیت لحم جلفای اصفهان دربارهٔ این کلیسا به چاپ رسیده است.

## نگارخانه

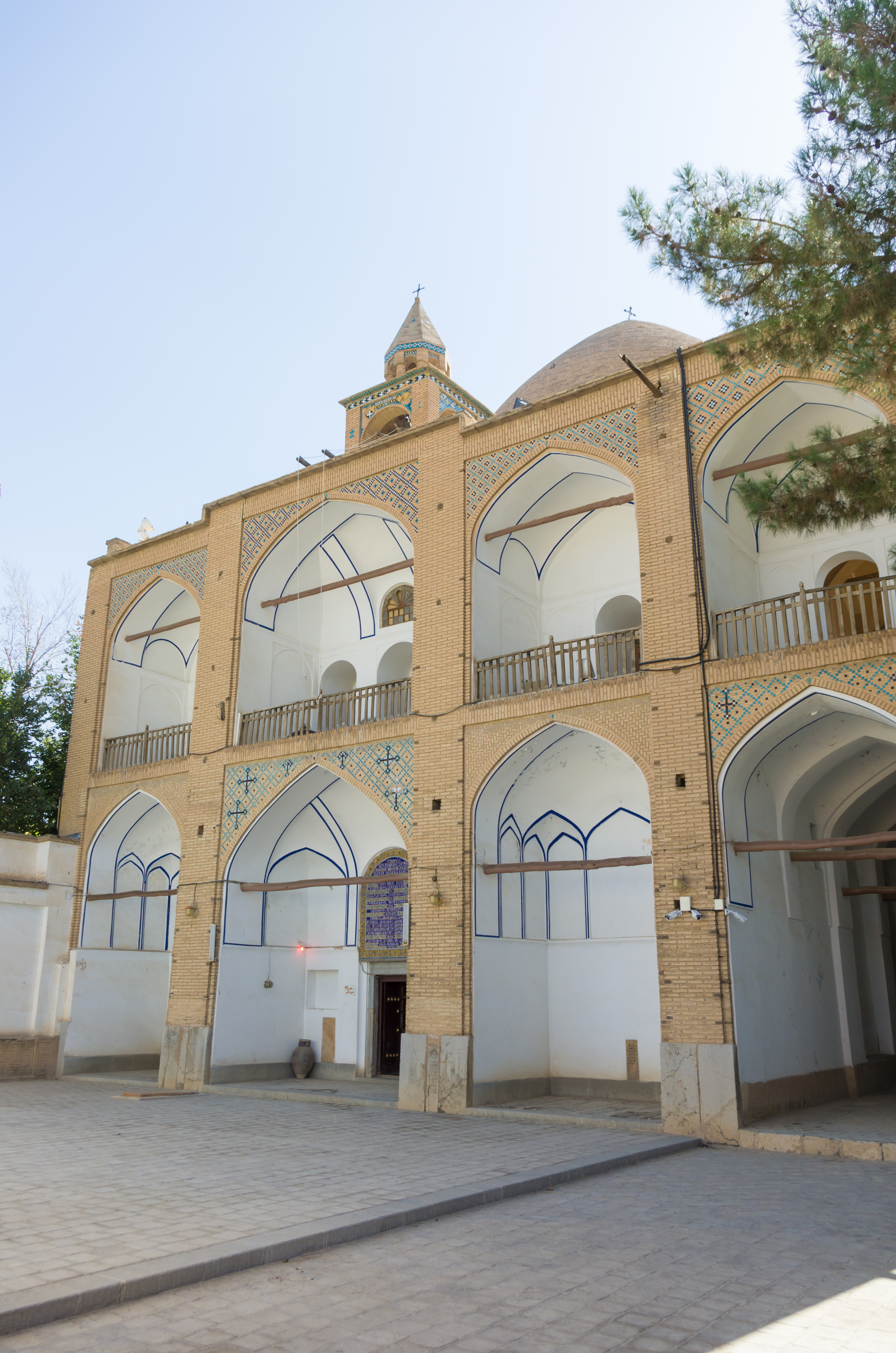
نمای بیرونی کلیسا
بخشی از سقف و محراب کلیسا
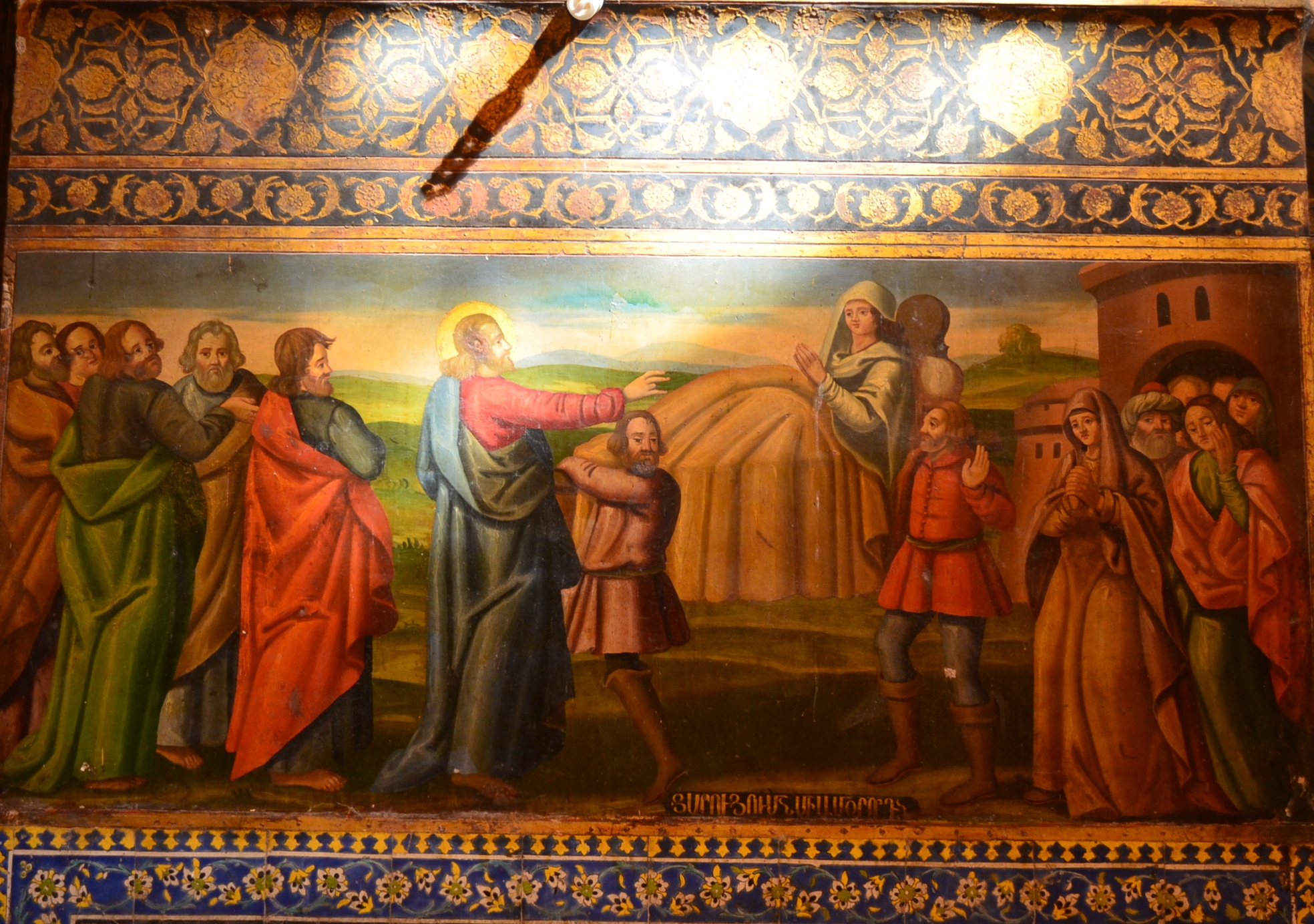
دیوار نگاره‌ای در کلیسای بیت‌اللحم
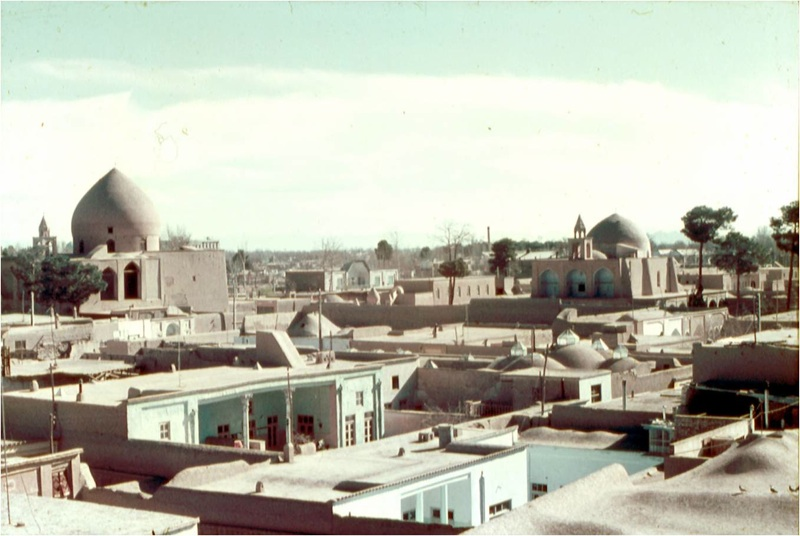
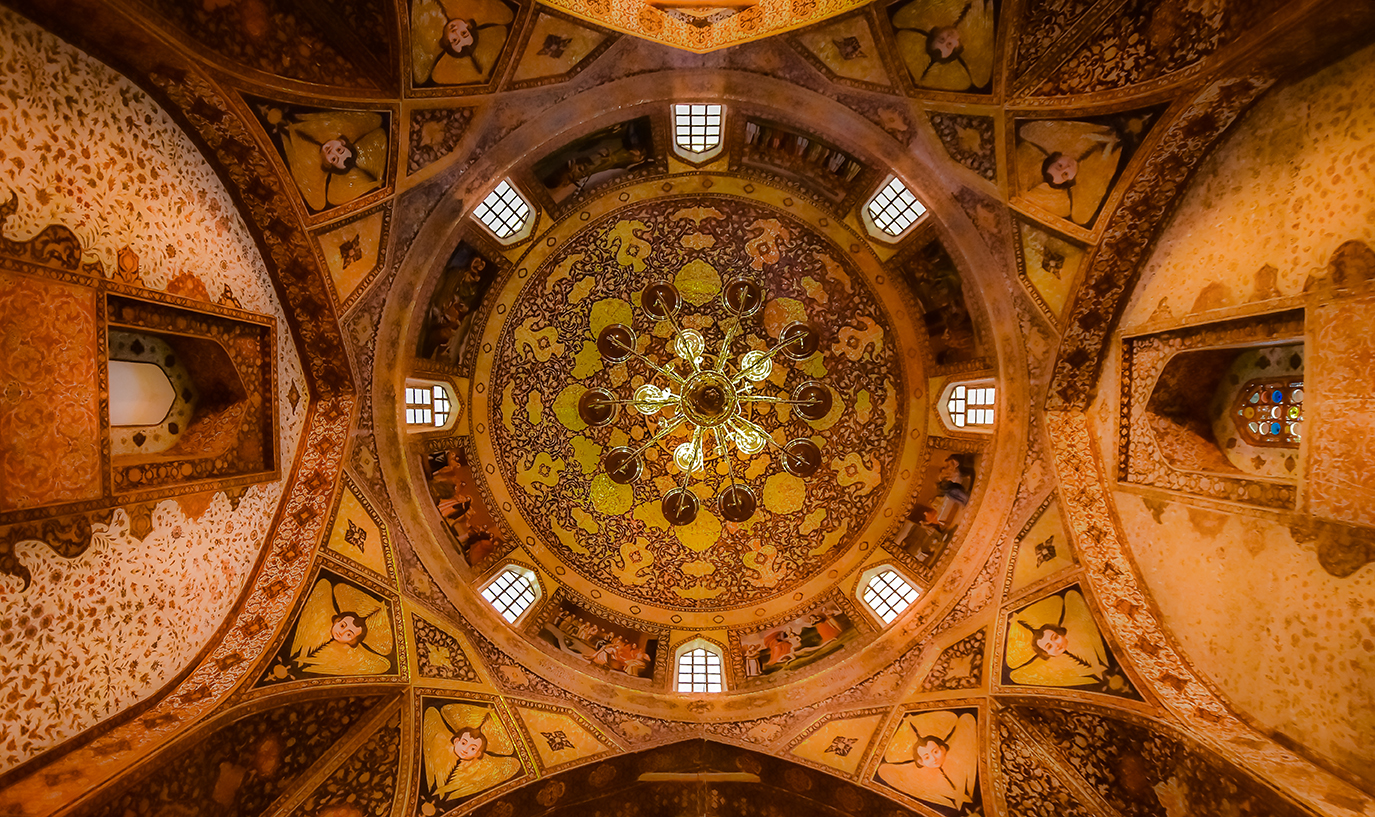